# Albondón
Albondón er en by og kommune i det sydøstlige Spanien i provinsen Granada. Den har et indbyggertal på 712 (2024) indbyggere.